# South Dakotas flag
South Dakotas flag består af en lyseblå dug, i midten har delstatens segl omkranset af gule stråler. Rundt om seglet står med gul skrift: "South Dakota – The Mount Rushmore State". Flaget blev indført 1. juli 1992, da teksten rundt om seglet blev ændret. South Dakotas delstatsflag er i størrelsesforholdet 3:5.

## Tidligere flag
South Dakota indførte eget delstatsflag første gang 1. juli 1909. Dette havde lyseblå flagdug, ligesom dagens flag har, men havde en sol i midten. Solen var omgivet af inskriptionen "SOUTH DAKOTA" og "THE SUNSHINE STATE". Flaget blev ændret 11. marts 1963. Da blev delstatens segl sat ind i midten af flaget, omgivet af gule solstråler. Delstatsseglet viser en scene med motiver fra landbrug, flodfart og industri. Teksten forblev uforandret frem til 1992, da mottoet "Sunshine State" blev skiftet ud til fordel for "South Dakota – The Mount Rushmore State". Baggrunden for dette var, at Florida havde taget tilnavnet solskinsstaten i brug, og at de fleste herefter forbandt betegnelsen med denne stat.